# پونتکوروو
پونتکوروو (به ایتالیایی: Pontecorvo) یک کومونه در ایتالیا است که در استان فروزینونه واقع شده‌است. پونتکوروو ۸۸ کیلومتر مربع مساحت و ۱۳٬۲۵۹ نفر جمعیت دارد و ۹۷ متر بالاتر از سطح دریا واقع شده‌است.